# 七轉八起 / 臥薪嘗膽 / 魔法使莎莉
《七轉八起 / 臥薪嘗膽 / 魔法使莎莉》（七転び八起き / 臥薪嘗胆 / 魔法使いサリー）是日本女子偶像組合ANGERME的第19張單曲，於2015年7月22日由hachama發售。

## 概要
- 《七轉八起 / 臥薪嘗膽 / 魔法使莎莉》是ANGERME第一張3A單曲。
- 在A面曲《七轉八起》中，和田彩花、中西香菜、竹內朱莉、田村芽實、室田瑞希、相川茉穂擔任主唱；而福田花音、勝田里奈、佐佐木莉佳子擔任伴舞。
- 《魔法使莎莉》是ANGERME第1首翻唱歌曲，翻唱自同名動畫《魔法使莎莉》的主題曲。《魔法使莎莉》亦是朝日電視台節目「musicるtv」其中一環節的審查曲目。
- 此單曲共有6個版本，分別為「初回生產限定盤A - C」和「通常盤A - C」。「初回生產限定盤A」收錄了《七轉八起》的PV；「初回生產限定盤B」收錄了《臥薪嘗膽》的PV；「初回生產限定盤C」收錄了《魔法使莎莉》的PV。
- 在8月3日於Oricon公信榜单曲週榜取得第2名，繼《神秘的夜晚！ / 十八歲的情感》和《大器晩成/少女的逆襲》後，第三張銷量排名最高的單曲。
- 此單曲是ANGERME是繼《大器晩成/少女的逆襲》後，第二張首週銷量超過4萬的單曲（44,201萬張+）。

## 收錄內容

### CD（初回生產限定盤、通常盤）
1. 七轉八起
（作詞：三浦德子、作曲：星部ショウ、編曲：山田祐輔・平田祥一郎）
2. 臥薪嘗膽
（作詞：gridoor、作曲：星部ショウ、編曲：板垣祐介・竹上良成）
3. 魔法使莎莉
（作詞：山本清、作曲：小林亞星、編曲：中村佳紀）
4. 七轉八起（Instrumental）
5. 臥薪嘗膽（Instrumental）
6. 魔法使莎莉（Instrumental）

### DVD（初回生產限定盤A）
1. 七轉八起（Music Video）

### DVD（初回生產限定盤B）
1. 臥薪嘗膽（Music Video）

### DVD（初回生產限定盤C）
1. 魔法使莎莉（Music Video）

## 外部連結
- ANGERME官方網站（页面存档备份，存于）（日語）
- YouTube上的《七轉八起》PV
- YouTube上的《臥薪嘗膽》PV
- YouTube上的《魔法使莎莉》PV